# Фомин, Пахом Кириллович
Фомин, Пахом Кириллович (1905 — 1978 гг.) — советский работник добывающей промышленности, бригадир проходчиков шахты № 2-3 («Чертинская») треста «Кемеровошахтострой», Герой Социалистического Труда.

## Биография
Сын крестьянина-бедняка из сибирского села Кипешино, ныне Троицкого района Алтайского края Пахом Фомин впервые приехал в Прокопьевск летом 1925 года и поступил забойщиком на шахту «Капитальная». 
В 1939 году сменил профессию забойщика и поступил проходчиком на шахту «Журинка», затем на шахту «Новая» треста «Ленинуголь», а через три года был назначен бригадиром проходчиков в Беловское управление нового шахтного строительства треста «Кемеровошахтострой». Участвовал в строительстве шахт «Бабанаковская», «Чертинская № 2/3» и др. 
На строительстве шахты № 3 «Капитальная» Фомин организовал прохождение ствола полным сечением, с одновременным постоянным креплением и армировкой. Такая организация труда дала блестящие результаты — за 88 дней было пройдено 55 погонных метров готового ствола. На шахте «Комсомолец», при прохождении откаточного штрека, Пахом Фомин применил метод двойного заряда шпуров: в шпур помещались два боевых патрона с определенными промежутками один от другого. Это простое изобретение позволило ему пройти за месяц 60 метров штрека. В других геологических условиях он применил в забое штрека клиновый вруб, что также повысило скорость прохождения штрека до 60 метров в месяц. 
За выдающиеся успехи в деле строительства угольных шахт Указом Президиума Верховного Совета СССР от 28 августа 1948 года П. К. Фомину присвоено звание Героя Социалистического Труда. Позднее награждён вторым орденом Ленина.